# DFB-Pokal 1957-1958
La DFB Cup 1958 fu la 15ª edizione della competizione. Si svolse tra il 25 giugno 1958 e l'11 novembre 1958. In finale il VfB Stuttgart sconfisse 4-3 il Fortuna Düsseldorf dopo i tempi supplementari.

## Qualificazioni
| Squadra 1        | Risultato   | Squadra 2 |
| ---------------- | ----------- | --------- |
| 09.08.1958       |             |           |
| Tasmania Berlino | 1 - 1 (dts) | Osnabrück |

### Ripetizione
| Squadra 1  | Risultato | Squadra 2        |
| ---------- | --------- | ---------------- |
| 21.09.1958 |           |                  |
| Osnabrück  | 1 - 3     | Tasmania Berlino |

## Semifinali
| Squadra 1        | Risultato | Squadra 2          |
| ---------------- | --------- | ------------------ |
| 21.09.1958       |           |                    |
| Saarbrücken      | 1 - 4     | Stoccarda          |
| 26.10.1958       |           |                    |
| Tasmania Berlino | 1 - 2     | Fortuna Düsseldorf |

## Finale
| Squadra 1          | Risultato   | Squadra 2 |
| ------------------ | ----------- | --------- |
| 16.11.1958         |             |           |
| Fortuna Düsseldorf | 3 - 4 (dts) | Stoccarda |

| Arbitro: | Werner Treichel (Berlino) |

|                                                                             |           |                                                  |
| Dieter Praxl 36’ Rolf Geiger 62’ Erwin Waldner 68’ (pen.) Lothar Weise 113’ | Marcatori | 50’ Karl Hoffmann 52’, 79’ Franz-Josef Wolfframm |

| VFB STUTTGART: |   |                 |
|                |   |                 |
| GK             | 1 | Günter Sawitzki |
| DF             |   | Hans Eisele     |
| DF             |   | Günter Seibold  |
| MF             |   | Hartl           |
| MF             |   | Rudolf Hoffmann |
| MF             |   | Robert Schlienz |
| FW             |   | Erwin Waldner   |
| FW             |   | Rolf Geiger     |
| FW             |   | Lothar Weise    |
| FW             |   | Rolf Blessing   |
| FW             |   | Dieter Praxl    |
| allenatore:    |   |                 |
| Georg Wurzer   |   |                 |

| FORTUNA DÜSSELDORF: |   |                       |
|                     |   |                       |
| GK                  | 1 | Heinz Klose           |
| DF                  |   | Werner Vigna          |
| DF                  |   | Erich Juskowiak       |
| MF                  |   | Karl Hoffmann         |
| MF                  |   | Günter Jäger          |
| MF                  |   | Matthias Mauritz      |
| FW                  |   | Bernhard Steffen      |
| FW                  |   | Franz-Josef Wolfframm |
| FW                  |   | Heinz Janssen         |
| FW                  |   | Jupp Derwall          |
| FW                  |   | Dieter Wöske          |
| allenatore:         |   |                       |
| Hermann Lindemann   |   |                       |

Stoccarda
(2º successo)